# 联合国安全理事会第1824号决议
《联合国安理会1824号决议》是联合国安全理事会于2008年7月18日在第5937次会议上通过的一项决议。
该决议表示鉴于卢旺达问题国际刑事法庭的工作预期将于2010年前全部完成，没有必要在现有人员之后再安排继任者，决定将现有人员任期延长至各自负责案件审结后为止。